# 阿德里安·霍芬
阿德里安·霍芬（德語：Adrian Hoven，1922年5月18日—1981年4月28日）是奧地利演員、制片人和電影導演。從1947年到1981年，他出演了100部電影。他出生於奧地利沃勒斯多夫，本名威廉·阿帕德·霍夫基希内（Wilhelm Arpad Hofkirchner），死於德國泰根塞。